# La Digue
La Digue é a quarta maior ilha granítica das Seicheles, depois da ilha de Mahé, Praslin e Silhouette e é a terceira ilha mais populosa.
Os habitantes de La Digue são chamados Diguois e são praticamente católicos. 

## Acessos
Não há aeroporto em La Digue; para chegar lá tem que se voar para Vitória, apanhar o ferry para Praslin e, em seguida, apanhar um outro ferry para La Digue. Tem uma área de 10 km², o que torna relativamente fácil de conhecer toda a ilha em pouco tempo.

## História
La Digue foi nomeada após um navio da frota do explorador francês Marc-Joseph Marion du Fresne, que visitou as Seicheles em 1768. As primeiras pessoas estabeleceram-se na ilha em 1789, quando os colonos franceses chegaram com escravos africanos. 
Em épocas anteriores a população subsistia pelo fabrico de cal de coral, o que se tornou responsável pelo declínio dos recifes de coral da ilha. Eles também faziam apanha de cocos para extrair o seu óleo e plantavam baunilha nos seus terrenos.

## Clima
As Seicheles, em geral, têm uma temperatura quente o ano todo, graças à sua localização perto do equador. 

## Equipamentos
Sendo uma ilha com uma população de apenas 2000 pessoas, não há muitos edifícios ou serviços governamentais. Muitas pessoas têm de ir para Praslin para satisfazer as suas necessidades mais importantes. Tem uma pequena estação de correios, uma pequena esquadra e um pequeno hospital, entre outras lojas, pousadas e hotéis. As mulheres grávidas têm de ir a Vitória para dar à luz.

## Fauna e Flora
Os recifes e lagoas de La Digue oferecem uma grande quantidade de flora e fauna, como a tartaruga-gigante, o caranguejo-coco, a raia-gigante, o tubarão, etc.
No interior da ilha encontra-se a Reserva Natural de Veuve, lar do raro pássaro Terpsiphone corvina, do qual há apenas uma reduzida população de cerca de 100 exemplares.
O pico mais alto de La Digue está situado também na parte central da ilha, na Belle Vue (Eagle's Nest Mtn) com 300 metros de altitude.